# Luis Zuleta
Luis Zuleta, né le 7 août 1974 à Santa Marta (Colombie), est un footballeur colombien, qui évolue au poste de milieu offensif. 
Au cours de sa carrière il évolue notamment à l'Unión Magdalena, au Junior de Barranquilla, à l'Independiente Santa Fe, au Deportivo Águila, au Carabobo FC et au Fortaleza FC, ainsi qu'en équipe de Colombie.
Zuleta ne marque aucun but lors de ses quatre sélections avec l'équipe de Colombie en 1997. Il participe à la Copa América en 1997 avec la Colombie.

## Carrière
- 1996-2000 :  Unión Magdalena
- 2001 :  Atlético Junior
- 2002 :  Unión Magdalena
- 2003 :  Independiente Santa Fe
- 2003-2004 :  Unión Magdalena
- 2004 :  Deportivo Pasto
- 2005 :  Unión Magdalena
- 2006 :  Atlético Huila
- 2007 :  Unión Magdalena
- 2007-2008 :  Deportivo Águila
- 2008-2009 :  Carabobo FC
- 2010 :  Atlético La Sabana
- 2011- :  Fortaleza FC[1]

## Palmarès

### En équipe nationale
- 4 sélections et 0 but avec l'équipe de Colombie entre 1997

### Distinctions personnelles
- Meilleur buteur du Championnat de Colombie en 2002 (Tournoi d'ouverture)